# Rimsko gledališče v Arlesu
{short description|Gallo-Roman theatre in Arles, France}}
Rimsko gledališče v Arlesu je rimsko gledališče iz 1. stoletja, zgrajeno v času vladavine Cezarja Avgusta. Stoji poleg amfiteatra v mestu Arles, Provansa, Francija. Skupaj z drugimi rimskimi in srednjeveškimi stavbami v Arlesu je bilo gledališče uvrščeno na Unescov seznam svetovne dediščine kot del mesta Arles, Roman and Romanesque Monuments zaradi njihovega pričevanja o starodavni zgodovini mesta. 
Rimsko gledališče v Arlesu je vpisano na seznam zgodovinskih spomenikov iz leta 1840, ki ga je sestavil Prosper Mérimée pod številko PA00081189.
V rimskih časih je imelo gledališče 33 vrst stopnic in je lahko sprejelo 8000 ljudi. Veliko je kot rimsko gledališče v Orangeu, čeprav veliko slabše ohranjeno.
V srednjem veku so gledališče uporabljali kot kamnolom, kamen pa so ropali za gradnjo mestnega obzidja in drugih stavb. Danes so ohranjeni le oder, del orkestre, sedežne vrste in dva stebra.
Venera iz Arlesa, slavni rimski kip iz marmorja, je bil najden v kosih v rimskem gledališču leta 1651.

## Opis
Gledališče je bilo prvotno sestavljeno iz treh prostorov. Polkrožna cavea s premerom 102 metra je nudila prostor za 10.000 gledalcev v 33 vrstah sedežev, igralci so igrali na odru, stena pa je služila tako kot dekoracija kot zaključek gledališke stavbe.
Sedeži za gledalce v cavei so bili razporejeni glede na njihov socialni status. Vitezi in pomembne osebnosti so sedeli v spodnjih vrstah, ostali obiskovalci pa so bili nastanjeni v zgornjih prostorih. Ohranjenih je 20 vrst sedežev.
Gledališki stroji so bili nameščeni na 50 metrov dolgi in 6 metrov široki leseni ploščadi, ki je tvorila oder. Oder in orkestra sta bila povezana z dvema stopniščema. Oder in jame za orkester so še ohranjene.
Zadnja stena je bila v treh ravneh okrašena s stotimi stebri v korintskem redu, od katerih sta ohranjena le dva marmorna stebra z odlomki venca.
Gledališče je imelo tri nadstropja s stebri in skulpturami, ki so še ohranjene na južni strani in so vključene v zgodnjesrednjeveški Rolandov stolp. Avgustov kip je zdaj v Muzeju starin v Arlesu. Venera iz Arlesa, ki so jo našli med izkopavanji in je zdaj v pariškem Louvru, je stala v niši v zadnji steni.
Gledališki program, ki so ga oblikovali igralci, je vključeval rimske ali grške tragedije, komedije in pantomime. Predstave so izvajali v čast bogovom in so bile brezplačne, čeprav so bili včasih sprejeti le moški.
Rimsko gledališče je danes prizorišče številnih dogodkov. Od konca junija do konca avgusta gosti Arles in Costume Festival, International Photography Meetings, Suds Festival, Escales du Cargo Festival in Peplum Film Festival.